# Xiancun, Fujian
Xiancun är en köping i sydöstra Kina. Den ligger i Zhouning härad i staden Ningde i provinsen Fujian, omkring 96 kilometer norr om provinshuvudstaden 